# Rune Skarsfjord
Rune Skarsfjord (Narvik, 23 maggio 1970) è un allenatore di calcio ed ex calciatore norvegese, di ruolo attaccante.

## Carriera

### Club
Skarsfjord iniziò a giocare per il Mjølner e si trasferì poi al Tromsdalen. Nel 1994 fu ingaggiato dal Lyn, per cui esordì il 16 aprile 1994 contro lo Strindheim. Il 25 settembre dello stesso anno, siglò la sua prima rete nel club ai danni della sua ex-squadra del Mjølner-Narvik, contribuendo al successo per due a uno del Lyn.
Nel prosieguo della sua carriera, vestì le maglie di Moss, Fossum, Skjetten e Bærum. Si ritirò nel 2000.

### Allenatore
Skarsfjord divenne un membro dello staff tecnico del Rosenborg nel 2002 e rimase tale fino al 2005. Nel 2006, guidò lo Haugesund per tre stagioni nell'Adeccoligaen: con questo club arrivò fino alla finale di Coppa di Norvegia 2007, persa però per due a zero contro il Lillestrøm.
A novembre 2008, l'allenatore del Brann Steinar Nilsen lo volle come suo vice. Divenne il responsabile della prima squadra dopo le dimissioni di Nilsen e firmò un contratto con scadenza fissata al 31 dicembre 2011.
Il 6 novembre 2013, fu esonerato a causa degli scarsi risultati ottenuti in campionato: il suo assistente, Kenneth Mikkelsen, prese così la guida del club fino al termine della stagione.
Il 5 giugno 2014, venne ingaggiato dall'Hønefoss come nuovo allenatore, a seguito del licenziamento di Roar Johansen. Frode Lafton divenne suo assistente. Il 18 novembre rinnovò il contratto per altre tre stagioni.
Il 5 dicembre 2015 ha lasciato l'Hønefoss, retrocesso nella 2. divisjon al termine del campionato appena concluso.